# إنتشانتد (تكساس)
إنتشانتد (بالإنجليزية: Enchanted Oaks, Texas)‏ هي بلدة أمريكية تقع في الولايات المتحدة في مقاطعة هينديرسون، تكساس. يقدر عدد سكانها بـ 357 نسمة ومساحتها 1.0 كم2 و وترتفع عن سطح البحر 105 متر.

## التركيبة السكانية
حدّد مكتب تعداد الولايات المتحدة بيانات التركيبة السكانية لإنتشانتد في تعداد الولايات المتحدة. في ما يلي، التركيبة السكانية حسب تعدادي 2000 و2010.

### تعداد عام 2000
بلغ عدد سكان إنتشانتد 357 نسمة بحسب تعداد عام 2000، وبلغ عدد الأسر 166 أسرة وعدد العائلات 122 عائلة مقيمة في البلدة. في حين سجلت الكثافة السكانية 350 نسمة لكل كيلومتر مربع (906.5/ميل2). وبلغ عدد الوحدات السكنية 237 وحدة بمتوسط كثافة قدره 232.4 لكل كيلومتر مربع (601.9/ميل2).
وتوزع التركيب العرقي للبلدة بنسبة 94.68% من البيض و0.56% من الأمريكيين الأفارقة و0.28% من الأمريكيين الأصليين و4.48% من عرقين مختلطين أو أكثر و3.08% من الهسبانيون أو اللاتينيون من أي عرق.
بلغ عدد الأسر 166 أسرة كانت نسبة 15.7% منها لديها أطفال تحت سن الثامنة عشر تعيش معهم، وبلغت نسبة الأزواج القاطنين مع بعضهم البعض 68.1% من أصل المجموع الكلي للأسر، ونسبة 4.2% من الأسر كان لديها معيلات من الإناث دون وجود شريك،  بينما كانت نسبة 1.2% من الأسر لديها معيلون من الذكور دون وجود شريكة وكانت نسبة 26.5% من غير العائلات. تألفت نسبة 25.9% من أصل جميع الأسر من عدة أفراد يعيشون في نفس المنزل ونسبة 18.1% كانت تتألف من شخص يعيش بمفرده يبلغ من العمر 65 عاماً أو أكثر. وبلغ متوسط حجم الأسرة المعيشية 2.15، أما متوسط حجم العائلات فبلغ 2.52.
بلغ العمر الوسطي للسكان 56.4 عاماً. وكانت نسبة 15.7% من القاطنين تحت سن الثامنة عشر، وكانت نسبة 3.1% بين الثامنة عشر والرابعة والعشرين عاماً، ونسبة 15.4% كانت واقعةً في الفئة العمرية ما بين الخامسة والعشرين والرابعة والأربعين عاماً، ونسبة 32.8% كانت ما بين الخامسة والأربعين والرابعة والستين، ونسبة 33.1% كانت ضمن فئة الخامسة والستين عاماً فما فوق. يوجد لكل 100 أنثى 95.1 ذكر، ويوجد لكل 100 أنثى في الثامنة عشر من عمرها فما فوق 92.9 ذكر.
بلغ متوسط دخل الأسرة في البلدة 64,097 دولارًا، أما متوسط دخل العائلة فبلغ 76,634 دولارًا. وكان متوسط دخل الذكور 51,316 دولارًا مقابل 34,545 دولارًا للإناث. وسجل دخل الفرد الخاص بالبلدة 32,563 دولارًا. وكانت نسبة 0% من العائلات ونسبة 7.4% من السكان تحت خط الفقر، وكان من هؤلاء نسبة 8% تحت سن الثامنة عشر ونسبة 5.3% في الخامسة والستين من العمر وما فوق.

### تعداد عام 2010
بلغ عدد سكان إنتشانتد 326 نسمة بحسب تعداد عام 2010، وبلغ عدد الأسر 159 أسرة وعدد العائلات 106 عائلة مقيمة في البلدة. في حين سجلت الكثافة السكانية 319.6 نسمة لكل كيلومتر مربع (827.8/ميل2). وبلغ عدد الوحدات السكنية 272 وحدة بمتوسط كثافة قدره 266.7 لكل كيلومتر مربع (690.7/ميل2).
وتوزع التركيب العرقي للبلدة بنسبة 95.40% من البيض و0.31% من الأمريكيين الأفارقة و1.53% من الأمريكيين الأصليين و0.31% من الأعراق الأخرى و2.45% من عرقين مختلطين أو أكثر و7.36% من الهسبانيون أو اللاتينيون من أي عرق.
بلغ عدد الأسر 159 أسرة كانت نسبة 15.1% منها لديها أطفال تحت سن الثامنة عشر تعيش معهم، وبلغت نسبة الأزواج القاطنين مع بعضهم البعض 61% من أصل المجموع الكلي للأسر، ونسبة 3.8% من الأسر كان لديها معيلات من الإناث دون وجود شريك،  بينما كانت نسبة 1.9% من الأسر لديها معيلون من الذكور دون وجود شريكة وكانت نسبة 33.3% من غير العائلات. تألفت نسبة 28.3% من أصل جميع الأسر من عدة أفراد يعيشون في نفس المنزل ونسبة 17.6% كانت تتألف من شخص يعيش بمفرده يبلغ من العمر 65 عاماً أو أكثر. وبلغ متوسط حجم الأسرة المعيشية 2.05، أما متوسط حجم العائلات فبلغ 2.48.
بلغ العمر الوسطي للسكان 60.6 عاماً. وكانت نسبة 14.4% من القاطنين تحت سن الثامنة عشر، وكانت نسبة 1.5% بين الثامنة عشر والرابعة والعشرين عاماً، ونسبة 11.7% كانت واقعةً في الفئة العمرية ما بين الخامسة والعشرين والرابعة والأربعين عاماً، ونسبة 32.2% كانت ما بين الخامسة والأربعين والرابعة والستين، ونسبة 40.2% كانت ضمن فئة الخامسة والستين عاماً فما فوق. وتوزع التركيب الجنسي للسكان بنسبة 43.9% ذكور و56.1% إناث.